# 6945 Dahlgren
6945 Dahlgren eller 1980 FZ3 är en asteroid i huvudbältet som upptäcktes den 16 mars 1980 av den svenske astronomen Claes-Ingvar Lagerkvist vid La Silla-observatoriet i Chile. Den är uppkallad efter den svenske astronomen Mats Dahlgren.
Asteroiden har en diameter på ungefär 4 kilometer.